# Bowe Bergdahl
Bowe Robert Bergdahl, né le 28 mars 1986, est un déserteur de l'armée de terre des États-Unis. Après avoir abandonné son unité, au cours de la guerre d'Afghanistan, il a été capturé et fait prisonnier par un groupe taliban pendant cinq ans, de juin 2009 au 31 mai 2014. Les talibans l'ont relâché en échange de la libération de 5 prisonniers retenus à Guantanamo (4 d’entre eux occupent, depuis le retrait des troupes américaines ordonné par le président Joseph R. Biden à l’été 2021, des postes non négligeables à la tête du nouveau gouvernement taliban qui contrôle l’Afghanistan).
Il a ensuite plaidé coupable de désertion devant une cour martiale et a été condamné à une amende, à la dégradation et à être chassé de l'armée.

## Biographie
Bowe Bergdahl est né en 1986 dans l’Idaho au sein d’une famille de la classe moyenne. Il est élevé par des parents calvinistes dans une maison contenant 5 000 livres, mais aucun téléviseur. D'après son père, « les questions d'éthique et de moralité composaient la trame de nos conversations ».
Attiré par l'aventure, il demande à rejoindre la Légion étrangère française, mais doit finalement intégrer l’armée américaine. À l'âge de 23 ans il est envoyé en Afghanistan, dans la province de Paktika (à la frontière pakistanaise). Son comportement diffère des autres soldats et lui vaut certaines railleries : il étudie les cartes de la région et apprend les langues locales quand ses compagnons regardent des magazines pornographiques. Ainsi : « Il passait plus de temps avec les Afghans qu’avec sa section ».

Pourtant, le comportement de l'armée américaine envers les civils afghans le conduit à reconsidérer son engagement, notamment à la suite du choc qu'a constitué pour lui la vision d’une fillette écrasée par un véhicule militaire. Dans des mails révélés ultérieurement par le magazine Rolling Stone, il confie à ses parents, :
« L’armée US est la plus grande blague du monde. C’est une armée de menteurs, d’hypocrites, de fous et de tyrans. Les quelques rares bons sergents se barrent dès qu’ils le peuvent et nous conseillent de faire de même. (…) Si vous êtes honnêtes, on vous saque, si vous êtes un sac à merde, vous avez tous les droits. J'ai honte d'être américain. Et le titre de soldat américain n'est que le mensonge d'imbéciles. Je suis désolé pour tout. L'horreur qu'est l'Amérique me dégoûte. »
Son père lui répond de suivre sa conscience.

### Prisonnier
Il est capturé par les Talibans dans la nuit du 29 au 30 juin 2009 après avoir achevé un tour de garde, alors qu'il semblait fuir sa base pour se diriger vers le Pakistan. Les circonstances de sa capture font l'objet de débat. Les Talibans ont affirmé qu'ils l'ont capturé alors qu'il était ivre. Dans une vidéo diffusée un mois après sa capture, il dit avoir été « distancé par sa patrouille ». Plusieurs personnes estiment qu'il a déserté.
Il est libéré le 31 mai 2014 en échange de la libération de cinq chefs talibans détenus au camp de Guantánamo, surnommés les Taliban Five, composé de Mohammad Fazl, Khairullah Khairkhwa, Abdul Haq Wasiq, Noorullah Noori et Mohammad Nabi Omari. La saison 2 du podcast Serial est consacrée à sa captivité.

### Procès
Le 14 décembre 2015, l'armée américaine annonce qu'il sera jugé devant une cour martiale pour désertion en présence de l'ennemi.
Le 16 octobre 2017, il plaide coupable devant un juge militaire à Fort Bragg, Caroline du nord.
Le 3 novembre 2017, il est condamné à être expulsé de l'armée, dégradé et à une amende de 1 000 dollars par mois pendant dix mois. L'appel concernant son rejet de l'armée est automatique.
En août 2020, la Cour d'appel des États-Unis pour les forces armées maintient la peine à laquelle Bergdahl est condamné, malgré les commentaires de Donald Trump et John McCain.
La condamnation est annulée en juillet 2023 en raison du possible conflit d'intérêts du juge militaire qui a prononcé la sanction. Celui-ci était également candidat à un poste de l'administration fédérale, avec à sa tête Donald Trump qui avait exprimé son opinion sur Bowee Bergdahl, ce qui aurait pu remettre en cause son impartialité.

## Controverse
Dans la mesure où Bowe Bergdahl a, selon une enquête du Pentagone de 2010, été capturé alors qu'il s'était éloigné de son unité,,, il est accusé de désertion par certains républicains et certains de ses anciens collègues et son échange contre cinq Talibans suscite une vaste polémique. En même temps, cette libération a valeur de symbole, puisqu'elle marque malgré tout la fin de la guerre d'Afghanistan pour les États-Unis.
Le président américain Donald Trump le qualifie de « sale traître pourri » et considère qu'il mérite d'être exécuté, la désertion étant passible de la peine de mort aux États-Unis.